# ليمور فأري أصهب شمالي
الليمور الفأري الأصهب الشمالي هو ليمور فأري يتواج فقط في الشمال الغربي من مدغشقر.